# Micareopsis
Micareopsis is een monotypisch geslacht van korstmossen behorend tot de familie Ramalinaceae. Het bevat alleen de soort Micareopsis irriguata.